# Corpus separatum
Termín Corpus separatum znamená v latině „oddělené těleso“. Plán OSN na rozdělení Palestiny používal tento termín, k vymezení zamýšlené mezinárodně spravované zóny, která měla zahrnovat Jeruzalém a blízká města, jako je Betlém a Ejn Kerem.
Tento plán nebyl naplněn. Namísto toho si jak Izrael, tak Zajordánsko zabraly části této oblasti. O dvě desetiletí později získal Izrael během Šestidenní války v roce 1967 kontrolu nad Východním Jeruzalémem a celým Západním břehem Jordánu. Bezprostředně anektoval východní Jeruzalém, jako součást Izraele a sjednotil Jeruzalém. Jeho hranice však nejsou identické s hranicemi navrhovanými pro corpus separatum a nespadá do nich město Betlém.

## Pozdější status Jeruzaléma
V roce 1980 schválil Kneset tzv. Jeruzalémský zákon, který město formálně sjednotil a učinil z něj hlavní město Izraele. Tento krok odsoudila Rada bezpečnosti OSN v rezoluci číslo 478, ve které vyzvala státy světa, aby přesunuly své ambasády a konzuláty do Tel Avivu. Kromě Bolívie a Paraguaye mají všechny státy své ambasády mimo Jeruzalém. 23. října 1995 přijal Kongres USA zákon Jerusalem Embassy Act, který říká, že: „Jeruzalém by měl být uznán za hlavní město Státu Izrael; a ambasáda Spojených států v Jeruzalémě by měla být zřízena ne později než 31. května 1999.“ Od roku 1995 je však provedení tohoto zákona každoročně odkládáno prezidentem USA. Jako důsledek tohoto zákona je ve všech oficiálních dokumentech americké vlády a jejich internetových stránkách uváděn za hlavní město Izraele Jeruzalém, přestože do něj americká ambasáda zatím nebyla přemístěna. Americký prezident Donald Trump v roce 2017 prohlásil, že USA uznává jako hlavní město Jeruzalém a že uvažuje o přesunutí americké ambasády do Jeruzaléma. K přesunutí americké ambasády došlo o rok později (2018). Podle Mzv Česká republika uznává Západní Jeruzalém, jako hlavní město Izraele. Dlouhodobě podporuje přesunutí české ambasády z Tel Avivu do Jeruzaléma také Miloš Zeman.